# Turridae
Turridae är en familj av snäckor. Turridae ingår i ordningen Neogastropoda, klassen snäckor, fylumet blötdjur och riket djur. Enligt Catalogue of Life omfattar familjen Turridae 253 arter.

## Bildgalleri

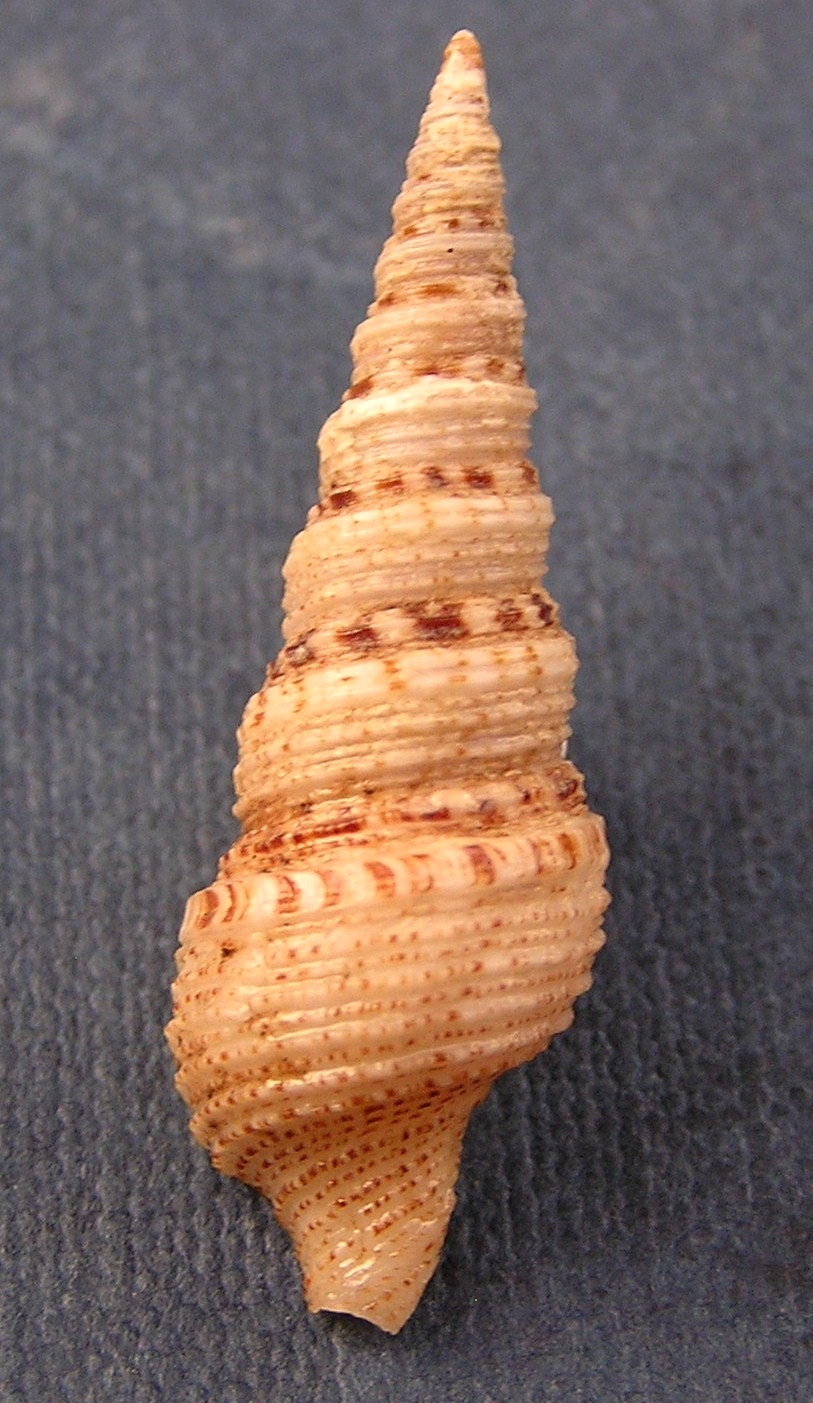

## Dottertaxa till Turridae, i alfabetisk ordning[1][2]
- Aforia
- Anacithara
- Anticomitas
- Antimelatoma
- Antiplanes
- Aoteadrillia
- Austrodrillia
- Bathybela
- Bela
- Carinapex
- Carinoturris
- Ceritoturris
- Clavus
- Cochlespira
- Comarmondia
- Comitas
- Compsodrillia
- Crassispira
- Eucithara
- Fenimorea
- Gemmula
- Haedropleura
- Hindsiclava
- Inodrillia
- Iredalea
- Irenosyrinx
- Kermia
- Leucosyrinx
- Lienardia
- Lophiotoma
- Lora
- Lucerapex
- Lusitanops
- Mangelia
- Megasurcula
- Microdrillia
- Miraclathurella
- Neodrillia
- Neopleurotomoides
- Nodotoma
- Oenopota
- Paracomitas
- Philbertia
- Phymorhynchus
- Pilsbryspira
- Polystira
- Pseudotaranis
- Pyrgospira
- Raphitoma
- Rhodopetoma
- Spirotropis
- Taranis
- Teretia
- Thesbia
- Theta
- Typhlomangelia
- Veprecula
- Xanthodaphne
- Zonulispira